# مسابقات تکواندو قهرمانی آسیا ۲۰۰۸
مسابقات تکواندو قهرمانی آسیا ۲۰۰۸، هجدهمین دوره مسابقات تکواندو قهرمانی آسیا بود که از ۲۶ تا ۲۸ آوریل ۲۰۰۸، در سالن ورزشی لویانگ در لوئویانگ، چین برگزار شد.

## خلاصه مدال‌ها

### مردان
| رویداد               | طلا                            | نقره                        | برنز                          |
| Finweight −۵۴ ک‌گ     | Jerranat Narkaviroj · تایلند   | چوی یئون-هو · کرهٔ جنوبی     | Tameem Al-Kubati · یمن        |
| Finweight −۵۴ ک‌گ     | Jerranat Narkaviroj · تایلند   | چوی یئون-هو · کرهٔ جنوبی     | Japoy Lizardo · فیلیپین       |
| Flyweight −۵۸ ک‌گ     | چو مو-ین · تایوان              | Husam Suleiman · اردن       | Lim Chul-ho · کرهٔ جنوبی       |
| Flyweight −۵۸ ک‌گ     | چو مو-ین · تایوان              | Husam Suleiman · اردن       | روح‌الله نیکپا · افغانستان     |
| Bantamweight −۶۲ ک‌گ  | Kim Yong-min · کرهٔ جنوبی       | رضا نادریان · ایران         | Nacha Punthong · تایلند       |
| Bantamweight −۶۲ ک‌گ  | Kim Yong-min · کرهٔ جنوبی       | رضا نادریان · ایران         | Zhu Shengpeng · چین           |
| Featherweight −۶۷ ک‌گ | محمد باقری معتمد · ایران       | محمد ابولیبه · اردن         | Kairat Sarymsakov · قزاقستان  |
| Featherweight −۶۷ ک‌گ | محمد باقری معتمد · ایران       | محمد ابولیبه · اردن         | Kiyoteru Higuchi · ژاپن       |
| Lightweight −۷۲ ک‌گ   | علی‌رضا نصر آزادانی · ایران     | Tseng Ching-hsiang · تایوان | Sawatvilay Phimmasone · لائوس |
| Lightweight −۷۲ ک‌گ   | علی‌رضا نصر آزادانی · ایران     | Tseng Ching-hsiang · تایوان | Nabil Talal · اردن            |
| Welterweight −۷۸ ک‌گ  | فرزاد عبداللهی · ایران         | Zhu Guo · چین               | Dam Srichan · تایلند          |
| Welterweight −۷۸ ک‌گ  | فرزاد عبداللهی · ایران         | Zhu Guo · چین               | Jang Chang-ha · کرهٔ جنوبی     |
| Middleweight −۸۴ ک‌گ  | کوروش رجلی · ایران             | Yuan Ming-che · تایوان      | Alexander Briones · فیلیپین   |
| Middleweight −۸۴ ک‌گ  | کوروش رجلی · ایران             | Yuan Ming-che · تایوان      | Pan Dongdong · چین            |
| Heavyweight +۸۴ ک‌گ   | لیو شیائوبو (تکواندوکار) · چین | Nguyễn Văn Hùng · ویتنام    | Arman Chilmanov · قزاقستان    |
| Heavyweight +۸۴ ک‌گ   | لیو شیائوبو (تکواندوکار) · چین | Nguyễn Văn Hùng · ویتنام    | Akmal Irgashev · ازبکستان     |

### زنان
| رویداد               | طلا                     | نقره                           | برنز                           |
| Finweight −۴۷ ک‌گ     | فاطمه نعمتی · ایران     | Fransisca Valentina · اندونزی  | Liao Wei-chun · تایوان         |
| Finweight −۴۷ ک‌گ     | فاطمه نعمتی · ایران     | Fransisca Valentina · اندونزی  | Jyra Lizardo · فیلیپین         |
| Flyweight −۵۱ ک‌گ     | Yang Shu-chun · تایوان  | وو جینگیو · چین                | Kwon Eun-kyung · کرهٔ جنوبی     |
| Flyweight −۵۱ ک‌گ     | Yang Shu-chun · تایوان  | وو جینگیو · چین                | Loraine Catalan · فیلیپین      |
| Bantamweight −۵۵ ک‌گ  | Lei Jie · چین           | Nam Jin-ah · کرهٔ جنوبی         | Tseng Yi-hsuan · تایوان        |
| Bantamweight −۵۵ ک‌گ  | Lei Jie · چین           | Nam Jin-ah · کرهٔ جنوبی         | Tamonrat Pokadhanawat · تایلند |
| Featherweight −۵۹ ک‌گ | Su Li-wen · تایوان      | Zarina Shamshatkyzy · قزاقستان | Watcharaporn Dongnoi · تایلند  |
| Featherweight −۵۹ ک‌گ | Su Li-wen · تایوان      | Zarina Shamshatkyzy · قزاقستان | Liu Jing · چین                 |
| Lightweight −۶۳ ک‌گ   | Park Hye-mi · کرهٔ جنوبی | تسنگ لی-چنگ · تایوان           | Si Hui · چین                   |
| Lightweight −۶۳ ک‌گ   | Park Hye-mi · کرهٔ جنوبی | تسنگ لی-چنگ · تایوان           | Meera Chettri · هند            |
| Welterweight −۶۷ ک‌گ  | Guo Yunfei · چین        | Toni Rivero · فیلیپین          | Liya Nurkina · قزاقستان        |
| Welterweight −۶۷ ک‌گ  | Guo Yunfei · چین        | Toni Rivero · فیلیپین          | Trần Thị Ngọc Trâm · ویتنام    |
| Middleweight −۷۲ ک‌گ  | آن سائه-بوم · کرهٔ جنوبی | Che Chew Chan · مالزی          | Sun Ai-chi · تایوان            |
| Middleweight −۷۲ ک‌گ  | آن سائه-بوم · کرهٔ جنوبی | Che Chew Chan · مالزی          | لو وی · چین                    |
| Heavyweight +۷۲ ک‌گ   | چن ژونگ · چین           | Nadin Dawani · اردن            | سهیلا سیاحی · ایران            |
| Heavyweight +۷۲ ک‌گ   | چن ژونگ · چین           | Nadin Dawani · اردن            | Jang Jung-yoon · کرهٔ جنوبی     |

## جدول مدال‌ها
| رتبه            | کشور            | طلا | نقره | برنز | مجموع |
| --------------- | --------------- | --- | ---- | ---- | ----- |
| ۱               | ایران           | ۵   | ۱    | ۱    | ۷     |
| ۲               | چین             | ۴   | ۲    | ۵    | ۱۱    |
| ۳               | تایوان          | ۳   | ۳    | ۳    | ۹     |
| ۴               | کرهٔ جنوبی       | ۳   | ۲    | ۴    | ۹     |
| ۵               | تایلند          | ۱   | ۰    | ۴    | ۵     |
| ۶               | اردن            | ۰   | ۳    | ۱    | ۴     |
| ۷               | فیلیپین         | ۰   | ۱    | ۴    | ۵     |
| ۸               | قزاقستان        | ۰   | ۱    | ۳    | ۴     |
| ۹               | ویتنام          | ۰   | ۱    | ۱    | ۲     |
| ۱۰              | اندونزی         | ۰   | ۱    | ۰    | ۱     |
| ۱۰              | مالزی           | ۰   | ۱    | ۰    | ۱     |
| ۱۲              | ازبکستان        | ۰   | ۰    | ۱    | ۱     |
| ۱۲              | افغانستان       | ۰   | ۰    | ۱    | ۱     |
| ۱۲              | لائوس           | ۰   | ۰    | ۱    | ۱     |
| ۱۲              | هند             | ۰   | ۰    | ۱    | ۱     |
| ۱۲              | ژاپن            | ۰   | ۰    | ۱    | ۱     |
| ۱۲              | یمن             | ۰   | ۰    | ۱    | ۱     |
| مجموع (۱۷ کشور) | مجموع (۱۷ کشور) | ۱۶  | ۱۶   | ۳۲   | ۶۴    |

## رتبه‌بندی تیمی
| رتبه | تیم       | امتیاز |
| ---- | --------- | ------ |
| ۱    | ایران     | ۵۹     |
| ۲    | چین       | ۳۱     |
| ۳    | کرهٔ جنوبی | ۳۰     |
| ۴    | تایوان    | ۲۸     |
| ۵    | تایلند    | ۲۶     |
| ۶    | اردن      | ۲۱     |
| ۷    | فیلیپین   | ۱۶     |
| ۸    | ویتنام    | ۱۴     |
| ۹    | قزاقستان  | ۱۳     |
| ۱۰   | ژاپن      | ۱۱     |

| رتبه | تیم       | امتیاز |
| ---- | --------- | ------ |
| ۱    | چین       | ۵۲     |
| ۲    | تایوان    | ۳۸     |
| ۳    | کرهٔ جنوبی | ۳۶     |
| ۴    | ایران     | ۲۰     |
| ۵    | فیلیپین   | ۱۸     |
| ۶    | قزاقستان  | ۱۲     |
| ۷    | اندونزی   | ۱۱     |
| ۸    | تایلند    | ۱۱     |
| ۹    | مالزی     | ۹      |
| ۱۰   | ویتنام    | ۸      |